# Teoktyst (biskup czernihowski)
Teoktyst (zm. 6 sierpnia 1123 w Czernihowie) – biskup i święty prawosławny.
Był mnichem Monasteru Kijowsko-Pieczerskiego, w którym zamieszkał jeszcze za życia Teodozjusza Pieczerskiego, a zatem przed 1074. Wzmiankowany w Pateryku Kijowsko-Pieczerskim. Od 1103 był przełożonym monasteru z godnością igumena. W 1108 ukończył budowę murowanego refektarza w kompleksie klasztornym.
Jego chirotonia biskupia, po której objął katedrę czernihowską, odbyła się 11 lub 12 stycznia 1113. O jego działalności w Czernihowie zachowały się jedynie dwie wzmianki: o udziale w wyświęceniu cerkwi św. św. Borysa i Gleba w Wyszhorodzie oraz przeniesieniu do niej ich relikwii w 1115 oraz o udziale w pogrzebie księcia czernihowskiego Dawida Światosławowicza w 1123. W tym samym roku biskup zmarł.
Kanonizowany; jego wspomnienie przypada 6 lub 9 sierpnia.